# Luvinate
Luvinate (lombardul: Luvinaa) település Olaszországban, Varese megyében. Lakosainak száma 1305 fő (2023. január 1.). Luvinate Barasso, Varese, Casciago és Castello Cabiaglio községekkel határos.

## Népesség
A település népességének változása:
| Lakosok száma | 1322 | 1358 | 1305 |
|               | 2017 | 2018 | 2023 |